# Royal College of Music
Il Royal College of Music è una scuola di musica di Kensington (Londra).

## Storia

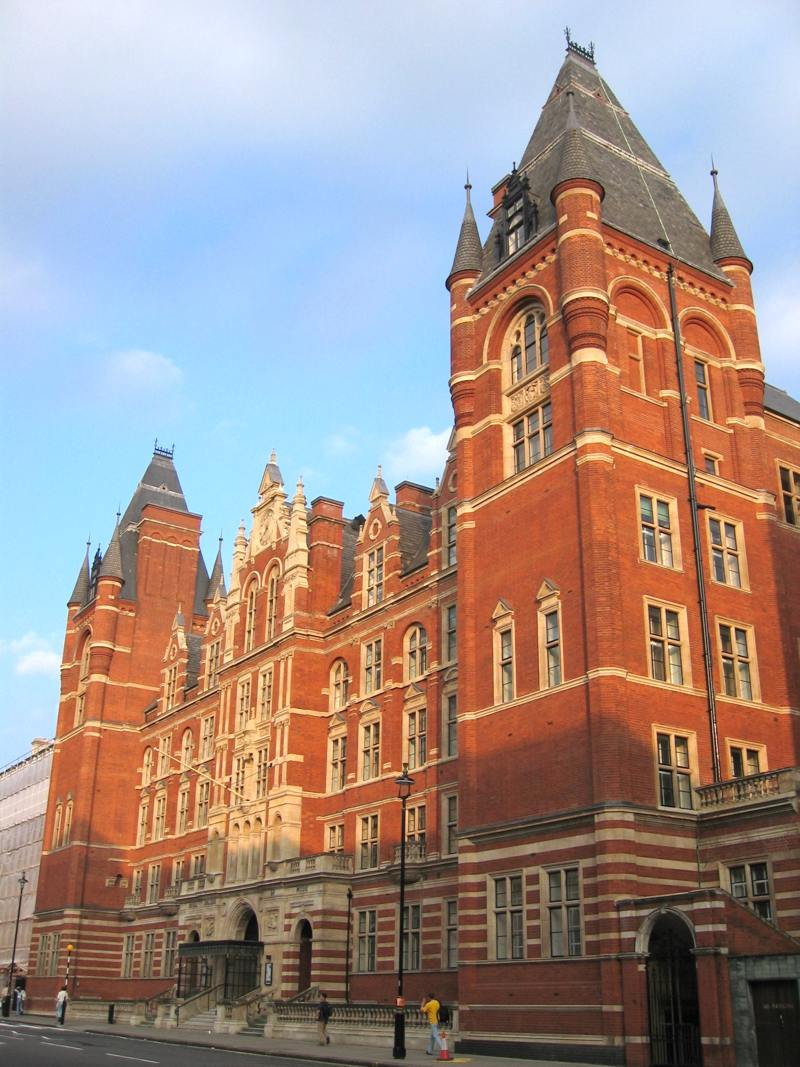
Il Royal College of Music da Prince Consort Road

Fondata nel 1882 dal Principe del Galles (il futuro Edoardo VII) al posto del National Training School for Music, la scuola aprì l'anno successivo sotto la direzione di George Grove. Il College si trasferì nella sede attuale nel 1894, nel quartiere culturale di Albertopolis, presso l'Imperial College e davanti alla Royal Albert Hall.

## Istruzione
La scuola insegna tutti gli aspetti della musica classica dall'inizio fino al dottorato e comprende un vasto museo di strumenti musicali aperto al pubblico.